# Nastri d'argento 2009
Els Nastri d'argento 2009 foren la 64a edició de l'entrega dels premis Nastro d'Argento (Cinta de plata) que va tenir lloc el 27 de juny de 2009 al teatre grecoromà de Taormina. a la inauguració del Taormina Film Fest. Fou presentada per Ambra Angiolini.
Les candidatures foren fetes públiques el 28 de maig de 2009 a Villa Medici, seu de l'Académie de France a Roma. Foren escollides 39 pel·lícules sobre les 110 estrenades entre l'1 de maig de 2008 i el 30 d'abril de 2009. La pel·lícula amb major nombre de candidatures (nous) va ser Il divo de Paolo Sorrentino.

## Guanyadors

### Millor director
- Paolo Sorrentino - Il divo
- Francesca Archibugi - Questione di cuore
- Pupi Avati - Il papà di Giovanna
- Marco Bellocchio - Vincere
- Marco Risi - Fortapàsc

### Millor director novell
- Gianni Di Gregorio - Pranzo di ferragosto
- Marco Amenta - La siciliana ribelle
- Federico Bondi - Mar nero
- Marco Pontecorvo - Pa-ra-da
- Stefano Tummolini - Un altro pianeta

### Nastro d'argento especial per la comèdia
- Ex, dirigida per Fausto Brizzi
- Diverso da chi?, dirigida per Umberto Carteni
- Generazione mille euro, dirigida per Massimo Venier
- Italians, dirigida per Giovanni Veronesi
- Si può fare, dirigida per Giulio Manfredonia

### Millor productor
- Francesca Cima i Nicola Giuliano (Indigo Film), Andrea Occhipinti (Lucky Red), Maurizio Coppolecchia (Parco Film), Fabio Conversi (Babe Films) - Il divo
- Pupi Avati e Antonio Avati - Il papà di Giovanna i Gli amici del bar Margherita
- Angelo Barbagallo e Gianluca Curti - Fortapàsc
- Marco Chimenz, Giovanni Stabilini, Riccardo Tozzi - Diverso da chi?, Due partite, Questione di cuore, Solo un padre
- Angelo Rizzoli - Si può fare

### Millor argument
- Fabio Bonifacci - Diverso da chi? i Si può fare
- Marco Bechis - La terra degli uomini rossi - Birdwatchers
- Davide Ferrario - Tutta colpa di Giuda
- Giuseppe Piccioni e Federica Pontremoli Giulia non esce la sera
- Maurizio Scaparro - L'ultimo Pulcinella

### Millor guió
- Paolo Sorrentino - Il divo
- Francesca Archibugi - Questione di cuore
- Maurizio Braucci, Ugo Chiti, Gianni Di Gregorio i Matteo Garrone - Gomorra
- Fausto Brizzi, Massimiliano Bruno i Marco Martani - Ex
- Jim Carrington, Andrea Purgatori i Marco Risi - Fortapàsc

### Millor actor protagonista
- Toni Servillo - Il divo
- Antonio Albanese - Questione di cuore
- Libero De Rienzo - Fortapàsc
- Silvio Orlando - Il papà di Giovanna
- Kim Rossi Stuart - Questione di cuore
- Filippo Timi - Come Dio comanda i Vincere

### Millor actriu protagonista
- Giovanna Mezzogiorno - Vincere
- Isabella Ferrari - Un giorno perfetto
- Donatella Finocchiaro - Galantuomini
- Valeria Golino - Giulia non esce la sera
- Alba Rohrwacher - Il papà di Giovanna

### Millor actriu no protagonista
- Francesca Neri - Il papà di Giovanna
- Anna Bonaiuto - Il divo
- Margherita Buy, Carolina Crescentini, Paola Cortellesi, Isabella Ferrari, Valeria Milillo, Marina Massironi, Claudia Pandolfi e Alba Rohrwacher - Due partite
- Valentina Lodovini - Generazione mille euro i Il passato è una terra straniera
- Carla Signoris - Ex

### Millor actor no protagonista
- Ezio Greggio - Il papà di Giovanna
- Claudio Bisio - Ex
- Beppe Fiorello - Galantuomini
- Ernesto Mahieux - Fortapàsc
- Silvio Orlando - Ex
- Michele Riondino - Il passato è una terra straniera

### Millor banda sonora
- Paolo Buonvino - Italians
- Fabio Barovero, Marlene Kuntz i Francesco Signa - Tutta colpa di Giuda
- Mokadelic - Come Dio comanda
- Pivio e Aldo De Scalzi - Si può fare i Complici del silenzio
- Teho Teardo - Il passato è una terra straniera

### Millor fotografia
- Daniele Ciprì - Vincere
- Luca Bigazzi - Il divo
- Gherardo Gossi - Lezione ventuno i Il passato è una terra straniera
- Marco Onorato - Fortapàsc i Gomorra
- Italo Petriccione - Come Dio comanda

### Millor vestuari
- Maria Rita Barbera - Sanguepazzo
- Grazia Colombini - Il seme della discordia
- Maurizio Millenotti - Si può fare
- Carlo Poggioli - Lezione ventuno
- Marina Roberti - Due partite

### Millor escenografia
- Marco Dentici - Vincere
- Giancarlo Basili - Sanguepazzo
- Paola Comencini - Due partite
- Lino Fiorito - Il divo
- Alessandro Vannucci - Questione di cuore

### Millor muntatge
- Francesca Calvelli - Vincere
- Claudio Cormio - Tutta colpa di Giuda
- Luciana Pandolfelli - Ex
- Marco Spoletini - Pranzo di ferragosto i Gomorra
- Cristiano Travaglioli - Il divo

### Millor so en directe
- Maricetta Lombardo - Gomorra
- Emanuele Cecere - Il divo
- Marco Fiumara - Beket
- Mauro Lazzaro - Come Dio comanda
- Vito Martinelli - Tutta colpa di Giuda

### Millor cançó
- Piangi Roma dels Baustelle amb Valeria Golino - Giulia non esce la sera
- Il cielo ha una porta sola de Biagio Antonacci - Ex
- Don't Leave Me Cold de Megahertz, cantada per Laura Chiatti i Claudio Santamaria - Il caso dell'infedele Klara
- Per fare a meno di te de Giorgia i Fabrizio Campanelli - Solo un padre
- Senza farsi male de Fabio Abate i Carmen Consoli - L'uomo che ama

### Millor pel·lícula europea
- Slumdog Millionaire, dirigida per Danny Boyle

### Millor pel·lícula extraeuropea
- Gran Torino, dirigida per Clint Eastwood

### Nastro d'argento al millor documental
- Improvvisamente l'inverno scorso, dirigida per Gustav Hofer e Luca Ragazzi
- La fabbrica dei tedeschi, dirigida per Mimmo Calopresti
- La Rabbia di Pasolini, dirigida per Giuseppe Bertolucci
- Il sol dell'avvenire, dirigida per Gianfranco Pannone
- Terra madre, dirigida per Ermanno Olmi
  - Menzione speciale: Focaccia blues, dirigida per Nico Cirasola

### Nastro de l'any
(reconeixement especial assignat a la pel·lícula que representa en el seu caràcter excepcional el "cas" artístic i productiu de l'any)
- Gomorra, dirigida per Matteo Garrone

### Nastro d'Argento europeu
- Isabelle Huppert «per la seva llarga història d'amor amb el cinema, sobretot italià»[5]
- Andrzej Wajda

### Nastro d'Argento especial
- Raoul Bova per la producció del curtmetratge de denúncia sobre la pena de mort 15 seconds i de la pel·lícula Sbirri[6]
- Piera Degli Esposti com a «no protagonista de l'any per les nombroses interpretacions en las que ha deixat la seva emprenta»[6] - Il divo, L'uomo che ama, Giulia non esce la sera

### Nastro d'argento al millor doblatge
- Adriano Giannini - El cavalller fosco (The Dark Night)

### Premi SNGCI al millor llibre de cinema
- Christian De Sica - Figlio di papà

### PremiGuglielmo Biraghi
- Laura Chiatti - Il caso dell'infedele Klara

### Premi Nino Manfredi
- Beppe Fiorello

### Premi Nastri d'argento - L'Orèal Professionnel
- Micaela Ramazzotti - Questione di cuore